# Tlen.pl

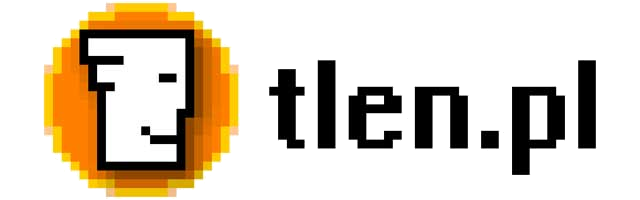
Logo polskiego komunikatora tlen.pl

Tlen es una palabra polaca para "oxígeno".
Tlen.pl es un cliente de mensajería instantánea polaco. Actualmente es la segunda aplicación de este tipo por popularidad en Polonia, tras Gadu-Gadu, con el que es completamente compatible.
El protocolo de comunicación está basado en Jabber/XMPP, pero modificado sustancialmente. Entre otras características no presentes en XMPP se encuentran los chats de voz, envío de mensajes cortos de texto y videoconferencia. Las versiones posteriores a la 4.0 permiten la creación y uso de plugins. Desde entonces se han creado más de 80 plugins. En abril de 2006 había más de un millón de usuarios registrados.